# Sankt Demetrius grekisk-ortodoxa kyrka, Toronto
Sankt Demetrius grekisk-ortodoxa kyrka (engelska: Saint Demetrios Greek Orthodox Church) är en grekisk-ortodox kyrkobyggnad belägen vid 30 Thorncliffe Park Drive, i staden Toronto i provinen Ontario, i Kanada.
Kyrkan är helgad åt den kristna martyren och helgonet Sankt Demetrius av Thessaloniki och tillhör Grekisk-ortodoxa ärkestiftet i Kanada i Konstantinopels ekumeniska patriarkat.

## Historik
Sankt Demetrius grekisk-ortodoxa kyrka i Toronto byggdes år 1962.

## Interiör och inventarier
- Kyrkan har en kapacitet för mer än 675 personer.
- Ikonografin är i bysantinsk stil, som färdigställdes 1975 av G. Papastamatiou. Hans arbete sponsrades till största delen genom donationer från privatperoner.